# Jean-Bertrand Pontalis

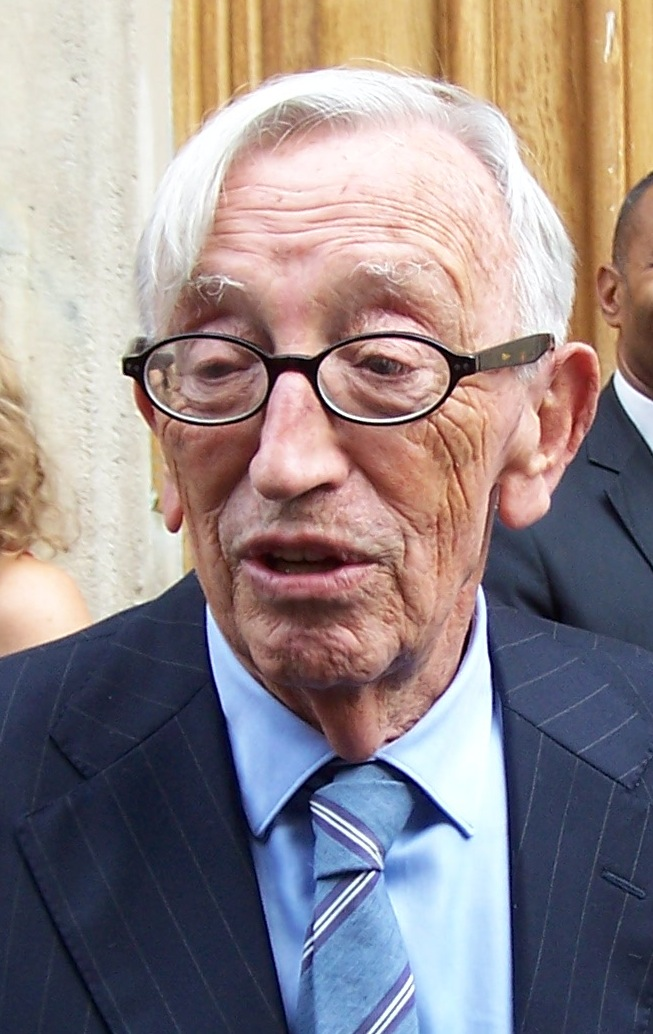
Jean-Bertrand Pontalis (2011)

Jean-Bertrand Pontalis (* 15. Januar 1924 in Paris; † 15. Januar 2013 ebenda) war ein französischer Philosoph, Psychoanalytiker und Schriftsteller.

## Biographie
Pontalis besuchte in Paris die Gymnasien Pasteur und Henri IV und absolvierte an der Sorbonne ein Philosophiestudium, das er 1945 mit einer Arbeit über Spinoza abschloss. In den Nachkriegsjahren schloss er sich der politischen Linken um Jean-Paul Sartre und Maurice Merleau-Ponty an und arbeitete an ihrer Zeitschrift Les Temps Modernes mit. Er unterrichtete Philosophie an Gymnasien in Alexandria (1948–49), Nizza (1949–51) und Orléans (1951–52), danach wurde er dank der Unterstützung Merleau-Pontys Mitarbeiter des Centre national de la recherche scientifique (CNRS).
Zur selben Zeit begann er eine Lehranalyse bei Jacques Lacan, zu dessen Seminaren von 1956 bis 1959 (Séminaires IV-VI) er die ersten Zusammenfassungen veröffentlichte. Um 1960 begann er zusammen mit Jean Laplanche mit der Arbeit an dem Buch Vocabulaire de la psychanalyse, das 1967 erschien. Es wurde ein großer Erfolg und in zahlreiche Sprachen übersetzt. 1973 wurde es unter dem Titel Das Vokabular der Psychoanalyse herausgegeben.
1964 grenzte er sich von Lacan ab, indem er mit einigen anderen die Association Psychanalytique de France gründete. Im selben Jahr wurde er Mitglied des Redaktionskomitees von Les Temps Modernes und begann an der École pratique des hautes études zu unterrichten.
1970 gründete er die Zeitschrift Nouvelle Revue de Psychanalyse, deren Herausgeber er bis 1994 blieb, als nach 50 Ausgaben ihr Erscheinen eingestellt wurde. Zum Redaktionskomitee gehörten Didier Anzieu, André Green, Guy Rosolato und Jean Starobinski, später auch Laurence Kahn.
1979 trat er dem Lektoratskomitee des Verlags Gallimard bei, im Jahr darauf begann er auch selbst literarische Werke zu veröffentlichen.

## Werke
als Autor
- Après Freud. Gallimard, Paris 1993, ISBN 2-07-072843-9 (EA Paris 1965)
  - deutsch: Nach Freud. Suhrkamp, Frankfurt am Main 1974, ISBN 3-518-07708-2 (EA Frankfurt am Main 1965)
- mit Jean Laplanche: Vocabulaire de la psychanalyse. 5. Auflage. PUF, Paris 2009 (EA Paris 1967)
  - deutsch: Das Vokabular der Psychoanalyse. 18. Auflage. Suhrkamp, Frankfurt am Main 2008, ISBN 978-3-518-27607-5 (EA Frankfurt am Main 1973)
- L'amour des commencements. Gallimard, Paris 2003, ISBN 2-07-038854-9 (EA Paris 1986)
  - deutsch: Ins Beginnen verliebt. Edition diskord, Tübingen 1989, ISBN 3-89295-534-4 (EA Tübingen 1986)
- mit Jean Laplanche: Fantasme originaire. Fantasmes des origines, origines du fantasme. Hachette, Paris 1999, ISBN 2-01-278945-5 (EA Paris 1985)
  - deutsch: Urphantasie. Phantasien über den Ursprung, Ursprünge der Phantasie. Fischer, Frankfurt am Main 1992, ISBN 3-596-26647-5.
- La force d'attraction. Éditions du Sud, Paris 1990, ISBN 2-02-012428-9.
  - deutsch: Die Macht der Anziehung. Psychoanalyse des Traums, der Übertragung und der Wörter. Fischer, Frankfurt am Main 1992, ISBN 3-596-10976-0.
- Entre le rêve et la doleur. Paris 1977.
  - deutsch: Zwischen Traum und Schmerz (= Bibliothek der Psychoanalyse). Psychosozial-Verlag, Giessen 2003, ISBN 3-89806-239-2 (unveränd. Nachdr. d. dt. EA, Übersetzung leicht gekürzt).
- Hans-Dieter Gondek, Peter Widmer (Hrsg.): Zusammenfassende Wiedergabe der Seminare IV-VI von Jacques Lacan. 2. Auflage. Turia + Kant, Wien 2009, ISBN 978-3-85132-491-4 (EA Wien 1999, übersetzt von Johanna Drobnig)

als Herausgeber
- Objets du fétichisme (= Nouvelle Revue de Psychanalyse. Band 2). Gallimard, Paris 1970.
  - deutsch: Objekte des Fetischismus. Suhrkamp, Frankfurt am Main 1974, ISBN 3-518-07405-9.